# Cuadra (náutica)
En náutica, la cuadra tiene varias acepciones y un compuesto:
1. Anchura de un buque tomada en la cuarta parte de su eslora, bien sea contando a partir de la popa, o de la proa, sin tener en cuenta la diferencia que puede haber entre ambos extremos, según el mayor o menor calado de cada uno de ellos.
2. La parte exterior de la mura en que coincide cada una de las mencionadas anchuras.
3. Las cuadernas denominadas en conjunto con este nombre, o también con el de redel de popa o de proa, según su situación.
4. La dirección perpendicular a la quilla o al rumbo que se hace.
5. Lo mismo que bandera cuadrada.
6. Vela cuadra.
7. Navegar a la cuadra o con viento a la cuadra: navegar a un largo de ocho cuartas, o en dirección perpendicular a la del viento que corre. Se dice del viento que incide en dirección perpendicular al plano longitudinal de un barco. Cuando un embarcación a vela|velero navega en tales condiciones se dice que navega a la cuadra. Es en estas circunstancias y con tiempo bonancible cuando un barco de vela obtiene más rendimiento de su aparejo, pues puede llevar todo él, tanto el de cruz como el de cuchillo, cazado y portando bien, esto es, todas las velas desplegadas y en cada una desarrollando el viento un efecto útil a la propulsión directa. El abatimiento, es decir, lo que el barco navega de través, es casi nulo, hasta el punto de que en la práctica no se tiene en cuenta.